# Диск Ніпкова

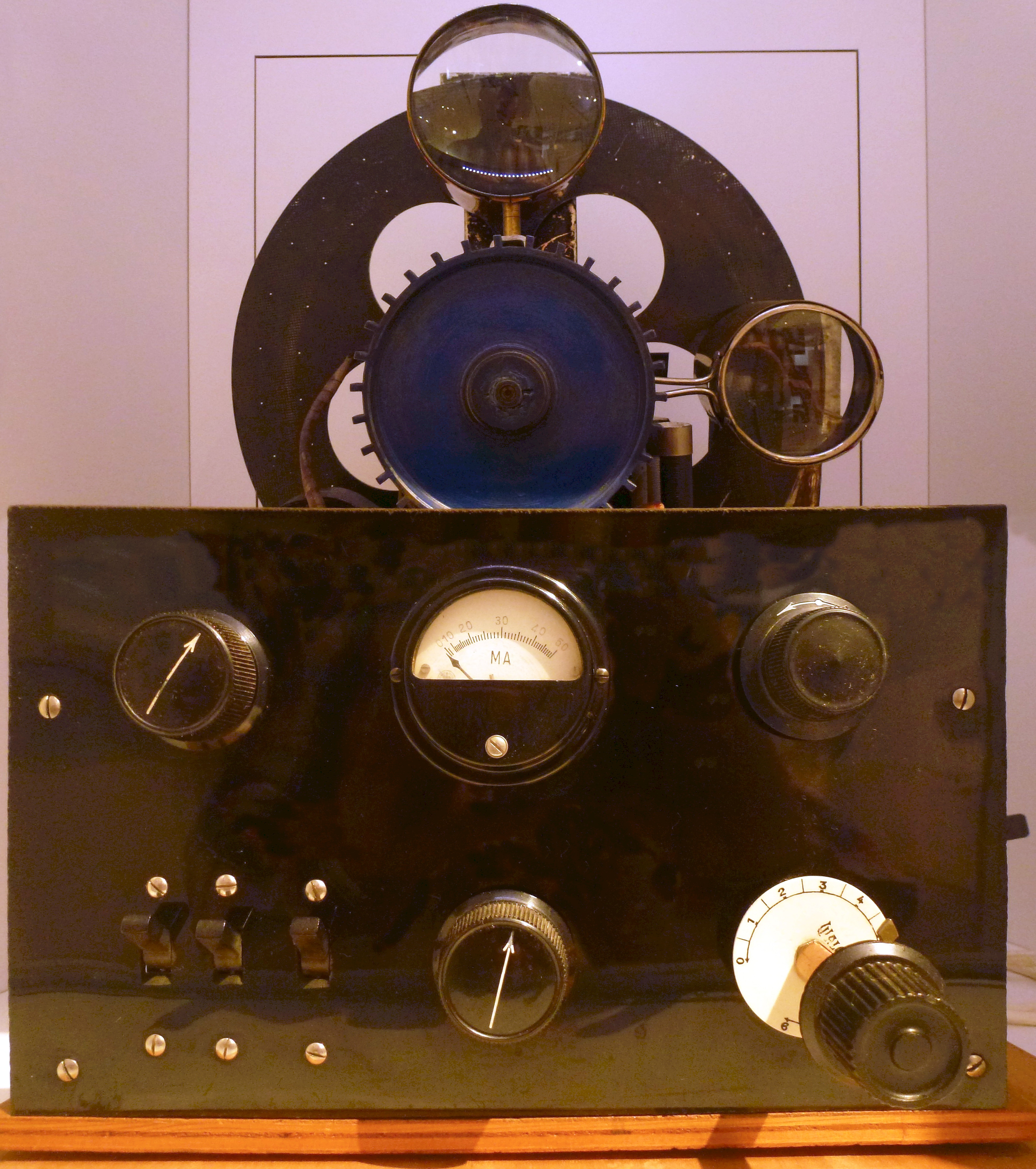
Телевізійний приймач з диском Ніпкова у Стокгольмському технічному музеї

Диск Ніпкова (англ. Nipkow disk) — механічний пристрій для сканування зображень, винайдений Паулем Ніпковим у 1884 році запатентований у 1885. Цей диск став невід'ємною частиною багатьох систем механічного телебачення аж до 1930-х років.

## Конструкція диска
Пристрій виконаний у вигляді звичайного обертового диска з непрозорого матеріалу з низкою отворів однакового діаметра на однаковій кутовій відстані один від одного.
Отвори розташовуються по спіралі у один оберт, починаючи від зовнішнього краю диска і закінчуючись у центрі. При обертанні диска отвори рухаються круговими траєкторіями, залежно від радіуса розташування конкретного отвору на диску.
Ці траєкторії можуть частково перетинатись у деяких варіантах виконання диска.

## Принцип роботи

Будова диска Ніпкова

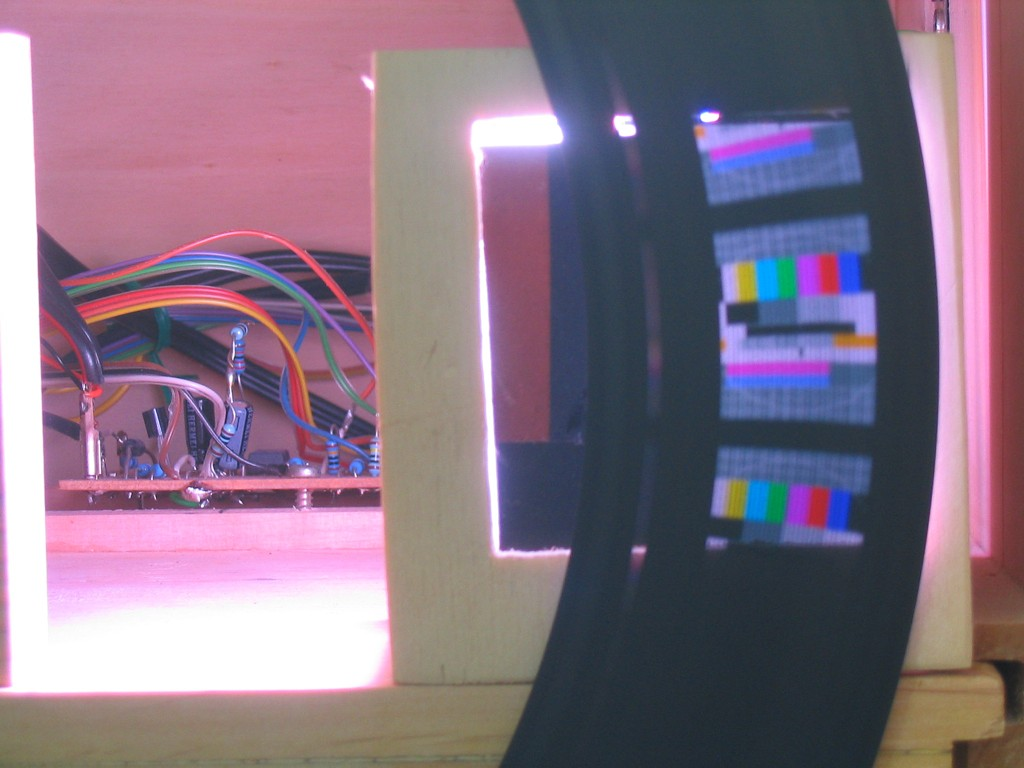
32-рядковий кольоровий екран з диском Ніпкова

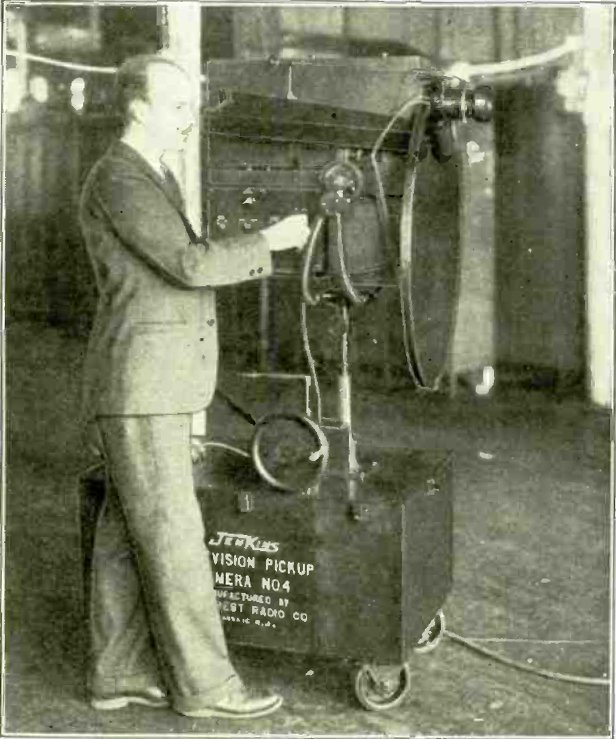
Телевізійна камера механічного телебачення, що використовує диск Ніпкова (1931)

В основному, диск Ніпкова знайшов застосування у конструкціях механічних телевізорів як при скануванні зображення, так і для його відтворення. Об'єктив, що розташований перед диском, проеціює зображення об'єкта знімання прямо на диск. Кожен отвір спіралі при русі утворює майже горизонтальний (на окремому секторі диска) отвір, через який проходить світло від певної ділянки об'єкта та потрапляє на фотоприймач. Якщо цей приймач сполучити з джерелом світла (на практиці часто використовувались неонові лампи, а тепер яскраві світлодіоди), розташованого позаду другого диска Ніпкова, який обертається з такою ж швидкістю і напрямом що і перший, то у результаті можна побачити оригінальне зображення, відтворене рядками.
Якщо спостерігати об'єкт через обертовий диск Ніпкова, через відносно невеликий сектор (не більше від 90°), можна помітити, що видимий об'єкт сканується рядками згори до низу. Зазвичай диск майже повністю закривається непрозорим матеріалом, залишаючи для огляду лише отвір у формі сектора диска або прямокутника. При дуже швидкому обертанні диска об'єкт спостереження можна побачити повністю.
Так як на диску можна помістити обмежену кількість отворів, роздільна здатність зображення, що передавалось за допомогою диска була досить низькою — найчастіше порядку 30 ліній, зрідка до 120. Існувало декілька стандартів розкладання зображень у телебаченні, що використовували розгортку до 200 ліній. Одна з таких систем з високою роздільною здатністю (180 ліній) використовувалась у Канаді компанією Peck Television на станції VE9AK.

## Переваги
Одна з небагатьох переваг диска Ніпкова полягає у тому, що фотоприймач, який знаходиться за диском, може бути досить простим, наприклад, один фоторезистор або фотодіод. Ця перевага випливає з принципу роботи диска — у кожен конкретний момент часу через диск проходить світло лише від однієї точки (пікселя) і розкладання зображення на окремі лінії відбувається автоматично, причому з досить високою роздільною здатністю по горизонталі.
Найпростіший пристрій для сканування зображення може бути зібраний з двигуна, що обертає диск Ніпкова, невеликого контейнера з одним фотоелектричним елементом і звичайним об'єктивом для проеціювання зображення.
Іншою перевагою пристроїв, що використовують диск Ніпкова, полягає у конструктивній подібності пристрою для отримання зображення (камери) і пристрою для візуалізації зображення (телевізора). Фактично, вони відрізняються лише елементом, що розташовується за диском: у першому випадку це фотоелектричний елемент, у другому — джерело світла, кероване камерою. Звичайно ж, крім цього бажаними є засоби для синхронізації обертання дисків (починаючи від ручного підналаштування і закінчуючи електронними схемами).
Завдяки своїм перевагам диск Ніпкова ліг в основу конструкції механічного телевізора Джона Берда у 1920-тих роках.

## Недоліки
На відміну від горизонтальної роздільної здатності, яка у дисків Ніпкова є потенційно дуже високою, вертикальна роздільна здатність обмежена загальною кількістю отворів на диску, яких зазвичай від 30 до 100 та інколи буває до 200.
Ще одним серйозним недоліком був малий розмір відтворюваних зображень, який був за висотою не більшим ніж ширина поверхні диска, використаної при скануванні. На практиці в механічному телебаченні для відтворення зображення розміром з поштову марку використовувався диск діаметром у 30…40 см.
Будь-який отвір, навіть на відносно невеликій ділянці видимого екрану, рухається не горизонтально, а по радіальній траєкторії. Це є причиною геометричних спотворень переданого зображення, що також є недоліком диска Ніпкова. Частково цю проблему можна вирішити, використовуючи диски досить великого діаметру, або зменшивши розмір екрану — у цьому випадку кривина траєкторій буде зменшуватися. Інший варіант вирішення проблеми — робити отвори в диску меншими і розташовувати ближче до зовнішнього краю диска.
Фактично, диски Ніпкова, що використовувались у перших телевізорах, мали діаметр у 30…50 см і 30…50 отворів. Пристрої на базі таких дисків були шумними і важкими. Якість зображення була дуже низькою з частими миготіннями.
Для передавальної сторони ситуація не була кращою — по причині низької чутливості фотоелектричних елементів, що використовувались виникала потреба у сильному освітленні об'єкту знімання.

## Застосування
Крім уже згаданого механічного телебачення, диски Ніпкова знайшли застосування у потужних оптичних мікроскопах — конфокальних мікроскопах.
Деколи мініатюрні і високошвидкісні диски використовувались у швидкісній фотографії.